# Portsmouth Football Club
Il Portsmouth Football Club, noto semplicemente come Portsmouth, è un club calcistico inglese con sede nell'omonima città dell'Hampshire; disputa le proprie partite casalinghe presso lo stadio Fratton Park e, dal 2024, milita nel campionato di seconda divisione. 
Fondato nel 1898, il suo palmarès può vantare le vittorie di due First Division, due FA Cup, un Charity Shield e un Football League Trophy; è inoltre uno dei cinque club ad aver trionfato in tutte le quattro divisioni professionistiche inglesi (insieme a Burnley, Preston North End, Sheffield United e Wolverhampton).

## Storia
Il club è stato fondato il 5 aprile 1898. Il primo presidente è John Brickwood, proprietario della Brickwoods Brewery; il primo allenatore è Frank Brettell. La squadra si affilia alla Southern League nel 1899 e disputa la sua prima partita il 2 settembre 1899 contro il Chatham Town (vittoria per 1-0). Tre giorni dopo ha luogo la prima partita a Fratton Park, un'amichevole contro i rivali locali del Southampton, sconfitti per 2-0 con gol di Dan Cunliffe, già al Liverpool, e Harold Clarke, ex dell'Everton. La prima stagione è estremamente positiva: 20 vittorie in 28 partite di campionato valgono alla squadra il secondo posto finale.
All'inizio del 2002 sulla panchina del Pompey arriva Harry Redknapp.
Nella stagione 2003-2004, per la prima volta dalla rivoluzione dei campionati professionistici inglesi avvenuta nel 1992, la squadra conquista la promozione in Premier League (la massima divisione del calcio inglese) dopo la vittoria del Championship. Nella stagione 2004-2005 si classifica sedicesima in Premier League, conquistando la salvezza, che ottiene, in modo più sofferto, anche l'anno successivo, grazie al 17º posto finale.
Nella stagione 2006-2007 l'ambizioso Portsmouth, nel frattempo passato di mano dal serbo-statunitense Milan Mandarić al milionario franco-russo Alexandre Gaydamak, sfiora la sua prima qualificazione in una competizione europea, chiudendo al 9º posto in Premier League. La dirigenza del club portuale annuncia l'intenzione di costruire un nuovo stadio di proprietà da 36.000 posti, con data di inaugurazione pianificata entro il 2011, al posto di Fratton Park, la cui capienza era la minore di tutta la Premiership inglese coi suoi 20.000 posti.
Nella stagione 2007-2008 si piazza 8º in Premier League e si aggiudica la FA Cup, battendo in finale il Cardiff City grazie ad un gol di Nwankwo Kanu intorno alla mezz'ora del primo tempo. Il Portsmouth, che con questa vittoria accede alle coppe europee, non raggiungeva la finale di Coppa d'Inghilterra dal 1938-1939.
Grazie alla vittoria della coppa, il 10 agosto 2008 il Portsmouth può contendere la Supercoppa d'Inghilterra al Manchester Utd. Vincono i Red Devils ai tiri di rigore. Il 18 settembre i Pompey esordiscono in Coppa UEFA, battendo in casa per 2-0 il Vitória Guimarães, con cui pareggiano (2-2) nel ritorno del primo turno preliminare, accedendo così alla fase a gironi.
Il 25 ottobre Redknapp lascia la panchina del club per una seconda volta, cedendo il timone della squadra al suo assistente Tony Adams. Nel dicembre 2008 il Portsmouth è eliminato dalla fase a gironi della Coppa UEFA, con il quarto posto nel girone dietro a Wolfsburg, Milan e Braga e davanti all'Heerenveen. Adams è esonerato nel febbraio 2009 dopo l'eliminazione al quarto turno di FA Cup. Al suo posto è chiamato il tecnico delle giovanili, Paul Hart, che conquista la salvezza il 16 maggio, grazie al 14º posto.
Acquistata dallo sceicco multimiliardario Sulaiman Al-Fahim il 26 maggio 2009, la società vive di lì a poco crescenti difficoltà economiche, che spingono Al-Fahim a cederne il controllo ad Ali Al-Faraj. Il 3 febbraio 2010 è, invece, l'affarista di Hong Kong Balram Chainrai, come conseguenza di un credito insoluto nei confronti della società, ad assumere il controllo del 90% del pacchetto azionario, diventando così il quarto proprietario del club nel corso dell'anno solare 2009.
Nel frattempo i problemi economici del Portsmouth hanno raggiunto livelli ingestibili e il 23 febbraio 2010 è stato noto l'imminente ingresso del club in amministrazione controllata per evitare la bancarotta e il conseguente fallimento. La notizia è stata confermata il 26 febbraio. Il controllo delle operazioni economiche è passato interamente nelle mani di Andrew Androniku della UHY Hacker Young, un'agenzia specializzata in insolvenze, che si occuperà di ridurre al minimo i costi pianificando nel contempo la vendita dei beni del club per ripianare i debiti. Come da regolamento, l'entrata in amministrazione controllata comporta una penalizzazione in classifica di 9 punti. Il 10 aprile il Portsmouth è retrocesso matematicamente in seconda divisione a causa della vittoria del West Ham Utd contro il Sunderland, mentre il giorno successivo, battendo il Tottenham in semifinale di FA Cup, si è guadagnato la possibilità di disputare la finale del 15 maggio contro il Chelsea, che ha prevalso per 1-0.
Il 6 maggio si è tenuta una riunione con i creditori per discutere dei propositi del club. Al momento di andare in amministrazione controllata, Andronikou (che sta elaborando un piano per ridurre i debiti in alcuni anni) ha dichiarato che i debiti ammontavano a circa 78 milioni di sterline. Il 21 aprile Andronikou, con un resoconto di 70 pagine, ha documentato che il debito effettivo ammonta a 119 milioni di sterline. Tale cifra comprende anche le somme dovute agli agenti che si sono occupati dei trasferimenti di alcuni giocatori, come ad esempio Lassana Diarra (2,3 milioni di sterline). Per uscire dall'amministrazione controllata entro la prima settimana di giugno Andronikou dovà convincere almeno il 75% dei creditori ad accettare il proprio CVA (Company Voluntary Arrangement). Avrebbe potuto essere questa la condizione necessaria per indurre la UEFA a concedere ai Pompeys la possibilità di giocare la prossima edizione della UEFA Europa League, risultato ottenuto comunque sul campo, visto l'ingresso in finale di FA Cup. Successivamente, però, la FA e la Premier League, con un comunicato congiunto, hanno dichiarato che non prenderanno in considerazione l'ipotesi di concedere la licenza UEFA per la stagione 2010-11 al Portsmouth e che garantiranno i posti per l'Europa League alle squadre tra il quinto ed il settimo posto della Premier 2009-10, ovvero Manchester City, Aston Villa e Liverpool.
Il 17 giugno il CVA è stato infine concordato con i creditori. Successivamente, dopo aver siglato l'impegno per ridurre i propri debiti, il club ingaggia il manager del Notts Country, Steve Cotterill con un accordo triennale. Il 15 luglio, tuttavia, l'HMRC (Her Majesty's Revenue and Customs, il dipartimento di riscossione dei tributi) ha fatto appello contro il CVA, protraendo l'embargo per il club fino ad ottobre.
Il 22 ottobre 2010, infine, il club dichiara ufficialmente la propria chiusura e liquidazione, ma il giorno dopo Alexandre Gaydamak, il principale creditore, dichiara il raggiungimento di un accordo che garantirà un futuro al club: successivamente la società esce dall'amministrazione controllata, con il controllo riaffidato a Balram Chainrai.
L'inizio della stagione nella seconda serie del calcio inglese è drammatico: nelle prime 7 partite riesce a conquistare soltanto 2 punti rimanendo in fondo alla classifica. Con la vittoria per 6-1 contro il Leicester City, però, riesce a dare una svolta alla stagione e si porta al diciottesimo posto con 30 punti, subito dopo la sconfitta 3-0 sul campo del Watford.
Il Portsmouth terminerà la stagione al sedicesimo posto con 58 punti e un Hayden Mullins premiato come miglior Pompey della stagione.
Ma la notizia più importante arriverà poco tempo dopo quando Vladimir Antonov, proprietario della Convers Sports Initiatives (CSI), renderà noto alla stampa l'acquisto del club per circa 10 milioni di sterline. La situazione societaria sembra così ristabilirsi ma il 24 novembre 2011 Vladimir Antonov viene arrestato a Londra su mandato di cattura internazionale emesso dalla Procura generale lituana per aver causato la bancarotta di due banche lituane. La Società rientra così in amministrazione controllata, in attesa di un nuovo acquirente.
Nella stagione 2011-12 della serie cadetta inglese, a causa di un inizio di stagione non brillante, non riesce a inseguire subito il sogno della promozione in Premier League. Il prosieguo della stagione non è favorevole per i Pompey che barcollano tra la metà classifica ed il quart'ultimo posto, vedendo sfumare definitivamente la promozione nella massima serie. "Oltre il danno arriva la beffa". La stagione non è assolutamente favorevole ai Pompey e a causa dei gravi problemi finanziari della società gli vengono assegnati 10 punti di penalizzazione, decisivi a fine campionato; infatti il 21 aprile 2012 i Pompey perdono la sfida decisiva a Fratton Park, sfida in cui vengono sconfitti per 1-2 dal Derby County, decretando così la retrocessione della società in League One, la terza serie calcistica inglese.
Il 10 aprile 2013 la squadra diviene di proprietà del Pompey Supporters Trust, cioè dei propri tifosi. Il 20 aprile seguente la squadra retrocede in League Two, la quarta divisione inglese.
Il 19 aprile 2013 il Portsmouth esce dall'amministrazione con la ratifica dell'accordo di fiducia dei Pompey Supporters' Trust (PST) per l'acquisto del club. Dopo la seconda retrocessione consecutiva del Portsmouth, Guy Whittingham è nominato allenatore con un contratto di un anno. Il Portsmouth fa registrare oltre 10.000 abbonamenti per la stagione 2013-14, record per la League Two. Nel novembre 2013, con il Portsmouth diciottesimo in campionato e dopo aver perso gli ultimi quattro incontri, Whittingham è licenziato dopo poco più di un anno. Andy Awford assume la carica di allenatore, con Alan McLoughlin e David Connolly nelle vesti di assistenti.
Dopo soli 12 giorni, il 9 dicembre 2013, l'ex allenatore del Crawley Town Richie Barker è nominato allenatore del Portsmouth, insieme a Steve Coppell come direttore sportivo. Barker è esonerato dopo 20 partite in carica, con il club in grave pericolo di retrocessione in Football Conference. Con l'avvento di Awford la squadra vince due partite su cinque giocate, garantendosi la salvezza in League Two. Il 1º maggio 2014 Awford è nominato allenatore a tempo pieno dei Pompey, firmando un contratto di un anno. Il 29 settembre 2014 il club si dichiara libero dai debiti, dopo aver pagato tutti i creditori e corrisposto altri pagamenti ad ex giocatori. La notizia giunge 18 mesi dopo che il PST ha assunto il controllo del club.
Dopo il fallimento della stagione 2014-15, Paul Cook è nominato allenatore del Portsmouth. Ciò porta agli addii di membri dello staff e a giocatori come Dan Butler, Joe Devera, Wes Fogden, Danny East, Nicky Shorey, Ben Chorley e Tom Craddock, che lasciano il club il 18 maggio 2015.
L'8 agosto 2015 Paul Cook, alla sua prima partita come allenatore del Portsmouth, vince 3-0 contro il Dag & Red in casa. Nella stessa stagione il Portsmouth si assicura un posto nei play-off dopo aver battuto per 2-0 l'Hartlepool Utd il 30 aprile 2016. In semifinale perde contro il Plymouth.
Nel 2018-2019 il Portsmouth vince l'English Football League Trophy battendo in finale a Wembley il Sunderland ai tiri di rigore (2-2 dopo i tempi supplementari). Meno di due mesi dopo chiude il campionato di League One al quarto posto ed è poi eliminato nella semifinale dei play-off dal Sunderland, giunto quinto.
Nella stagione 2023-2024 i Pompey ottengono la promozione in Championship con due giornate d'anticipo, ponendo fine a un periodo di dodici anni lontano dalla seconda divisione inglese.

## Allenatori
- 1898-1901:  Frank Brettell
- 1901-1904:  Bob Blyth
- 1904-1908:  Richard Bonney
- 1908-1911:  ...
- 1911-1920:  Robert Brown
- 1920-1927:  John McCartney
- 1927-1947:  Jack Tinn
- 1947-1952:  Bob Jackson
- 1952-1958:  Eddie Lever
- 1958-1960:  Freddie Cox
- 1960-1961:  Freddie Cox (lug.-feb.)
 George Smith (feb.-mag.)
- 1962-1969:  George Smith
- 1969-1970:  George Smith (lug.-apr.)
 Ron Tindall (apr.-mag.)
- 1970-1973:  Ron Tindall
- 1973-1974:  John Mortimore
- 1974-1975:  John Mortimore (lug.-set.)
 Ron Tindall (set.) - ad interim
 Ian St. John (set.-mag.)
- 1975-1977:  Ian St. John
- 1977-1979:  Jimmy Dickinson
- 1979-1982:  Frank Burrows
- 1982-1984:  Robert Campbell
- 1984-1988:  James Alan Ball
- 1988-1989:  James Alan Ball (lug.-gen.)
 John Gregory (gen.-mag.)

- 1989-1990:  John Gregory (lug.-gen.)
 Frank Burrows (gen.-mag.)
- 1990-1991:  Frank Burrows (lug.-mar.)
 Tony Barton (mar.-giu.) - ad interim
- 1991-1994:  Jim Smith
- 1994-1995:  Jim Smith (lug.-feb.)
 Terry Fenwick (feb.-mag.)
- 1995-1997:  Terry Fenwick
- 1997-1998:  Terry Fenwick (lug.-gen.)
 Keith Waldon (gen.) - ad interim
 James Alan Ball (gen.-mag.)
- 1998-1999:  James Alan Ball
- 1999-2000:  James Alan Ball (lug.-dic.)
 Bob McNab (dic.-gen.) - ad interim
 Tony Pulis (gen.-mag.)
- 2000-2001:  Tony Pulis (lug.-ott.)
 Steve Claridge (ott.-feb.)
 Graham Rix (feb.-giu.)
- 2001-2002:  Graham Rix (lug.-mar.)
 Harry Redknapp (mar.-giu.)
- 2002-2004:  Harry Redknapp
- 2004-2005:  Harry Redknapp (lug.-nov.)
 Velimir Zajec (nov.-apr.)
 Alain Perrin (apr.-giu.)
- 2005-2006:  Alain Perrin (lug.-nov.)
 Joe Jordan (nov.-dic.) - ad interim
 Harry Redknapp (dic.-giu.)

- 2006-2008:  Harry Redknapp
- 2008-2009:  Harry Redknapp (lug.-ott.)
 Tony Adams (ott.-feb.)
 Paul Hart (feb.-giu.)
- 2009-2010:  Paul Hart (lug.-nov.)
 Avraham Grant (nov.-giu.)
- 2010-2011:  Steve Cotterill
- 2011-2012:  Steve Cotterill (lug.-ott.)
 Stuart Gray (ott.-nov.) - ad interim
 Michael Appleton (nov.-giu.)
- 2012-2013:  Michael Appleton (lug.-nov.)
 Guy Whittingham (nov.-giu.)
- 2013-2014:  Guy Whittingham (lug.-nov.)
 Andy Awford (nov.-dic.) - ad interim
 Richie Barker (dic.-apr.)
 Andy Awford (apr.-giu.)
- 2014-2015:  Andy Awford (lug.-apr.)
 Gary Waddock (apr.-mag.) - ad interim
 Paul Cook (mag.-giu.)
- 2015-2017:  Paul Cook
- 2017-2020:  Kenny Jackett
- 2020-2021:  Kenny Jackett (lug.-mar.)
 Joe Gallen (mar.) - ad interim
 Danny Cowley (mar.-giu.)
- 2021-presente:  Danny Cowley

## Presidenti
- 1898-1912:  Sir John Brickwood
- 1912-1934:  George Lewin Oliver
- 1934-1972:  ...
- 1972-1988:  John Deacon
- 1988-1997:  Jim Gregory
- 1997-1998:  Terry Venables
- 1998-1999:  Martin Gregory

- 1999-2009:  Milan Mandarić
- 2009:  Sulaiman Al-Fahim
- 2009-2011:  Balram Chainrai
- 2011-2013:  Vladimir Aleksandrovich Antonov
- 2013-2017:  Pompey Supporters' Trust - associazione dei tifosi
- 2017-presente:  Michael Eisner

## Palmarès

### Competizioni maggiori
- First Division: 2

1948-1949, 1949-1950
- FA Cup: 2

1938-1939, 2007-2008
- Charity Shield: 1

1949
- Football League Trophy: 1

2018-2019

### Competizioni minori
- Second Division: 1

2002-2003
- Third Division: 4

1923-1924, 1961-1962, 1982-1983, 2023-2024
- Fourth Division: 1

2016-2017

## Statistiche e record
| Competizione | Stagione  | Vittorie | Pareggi | Sconfitte |
| ------------ | --------- | -------- | ------- | --------- |
| Coppa UEFA   | 2008-2009 | 2        | 2       | 2         |

## Tifoseria
I tifosi del Portsmouth vivono un'accesa rivalità con quelli del Southampton, altra squadra che ha sede nell'Hampshire.
Nel 2017 è nato un gemellaggio tra i tifosi del Portsmouth e quelli della Lucchese, la cui delegazione ha spesso assistito alle partite casalinghe dell'altra.

## Organico
| N. |                        | Ruolo | Calciatore       |
| -- | ---------------------- | ----- | ---------------- |
| 1  | Inghilterra (bandiera) | P     | Will Norris      |
| 2  | Inghilterra (bandiera) | D     | Jordan Williams  |
| 3  | Inghilterra (bandiera) | D     | Denver Hume      |
| 4  | Inghilterra (bandiera) | D     | Ryley Towler     |
| 5  | Galles (bandiera)      | C     | Joe Morrell      |
| 6  | Irlanda (bandiera)     | D     | Regan Poole      |
| 7  | Inghilterra (bandiera) | C     | Marlon Pack      |
| 8  | Inghilterra (bandiera) | C     | John Swift       |
| 9  | Inghilterra (bandiera) | A     | Colby Bishop     |
| 11 | Irlanda (bandiera)     | C     | Mark O'Mahony    |
| 13 | Austria (bandiera)     | P     | Nicolas Schmid   |
| 14 | Inghilterra (bandiera) | C     | Ben Stevenson    |
| 15 | Inghilterra (bandiera) | A     | Christian Saydee |
| 16 | Scozia (bandiera)      | D     | Tom McIntyre     |
| 17 | Inghilterra (bandiera) | C     | Owen Moxon       |

| N. |                             | Ruolo | Calciatore       |
| -- | --------------------------- | ----- | ---------------- |
| 18 | Danimarca (bandiera)        | C     | Elias Sørensen   |
| 19 | Australia (bandiera)        | D     | Jacob Farrell    |
| 20 | Australia (bandiera)        | A     | Samuel Silvera   |
| 21 | Inghilterra (bandiera)      | C     | Andre Dozzell    |
| 22 | Inghilterra (bandiera)      | D     | Zak Swanson      |
| 23 | Inghilterra (bandiera)      | C     | Josh Murphy      |
| 24 | Irlanda del Nord (bandiera) | C     | Terry Devlin     |
| 25 | Guinea (bandiera)           | C     | Abdoulaye Kamara |
| 26 | Inghilterra (bandiera)      | C     | Tom Lowery       |
| 29 | Inghilterra (bandiera)      | C     | Harvey Blair     |
| 30 | Scozia (bandiera)           | C     | Matt Ritchie     |
| 31 | Scozia (bandiera)           | P     | Jordan Archer    |
| 32 | Irlanda del Nord (bandiera) | C     | Paddy Lane       |
| 34 | Scozia (bandiera)           | D     | Ibane Bowat      |
| 49 | Inghilterra (bandiera)      | A     | Callum Lang      |
|    | Giamaica (bandiera)         | C     | Isaac Hayden     |